# 千代田ビルヂング
千代田ビルヂング（ちよだビルヂング）は、かつて東京都千代田区丸の内二丁目に所在したオフィスビルである。丸の内総合改造計画の第1弾として三菱地所により建設され、日比谷通りに面した第1期部分が1961年に竣工したが、のちに解体され、跡地に2004年に明治安田生命ビルが竣工した。

## 歴史
明治生命館北側の日比谷通り沿いには、第二次世界大戦以前には木造の第二鉄鋼会館が建っていたが戦時中の強制疎開で取り壊され、跡地は土地所有者の三菱地所から明治生命保険（現 明治安田生命保険）に賃貸されていた。1959年より、三菱地所による「丸ノ内総合改造計画」が始動すると、恒久的な建物がなくテナントの移転手配を必要としないこの土地に新たなオフィスビルを建設し、今後解体される煉瓦造りの建物に入居している既存テナントの移転先を確保することとなった。1959年12月28日に着工。続いて1961年1月に、同地東隣の丸の内仲通りに面した三菱仲11号館の解体およびその跡地での千代田ビルヂングの第2期工事が着工。仲11号館のテナントは、前年に完成した交通公社ビルヂングに仮移転した。第1期工事は1961年6月6日、第2期工事は1962年7月4日に竣工し、全面完成となった。竣工披露は第三大手町ビルヂングと同日に行われた。
本ビルは1999年4月に明治生命保険との相互売買により売却。これにより三菱地所は新大手町ビルヂング、松戸ビルヂング、名古屋広小路ビルヂングを取得した。本ビルと明治生命別館・明治生命新館は解体され、跡地には明治安田生命ビルが2001年に着工、2004年に竣工した

## 建築
施工は大成建設。横長窓と、南を上にしたL字型平面をもつ。建設にあたり、一帯は沖積層でシルトが堆積しているため、18～23mの長大なシートパイルが使用された。日中は周辺の交通渋滞が激しく、大型の資材は早朝や深夜に搬入された。

## テナント
旭硝子、極洋捕鯨、三菱養和会などが入居した。